# Технологическая безработица
Технологическая безработица — это потеря рабочих мест, вызванная технологическими изменениями. Такие изменения обычно включают в себя внедрение трудосберегающих машин или более эффективных производственных процессов. Известным историческим примером технологической безработицы является обнищание ткачей-ремесленников после внедрения механизированных ткацких станков. Современным примером технологической безработицы является сокращение кассиров в магазинах розничной торговли после внедрения касс самообслуживания.
Общепризнанным является, что технологические изменения могут привести к краткосрочной потере рабочих мест. Мнение о том, что они могут привести к долгосрочному росту безработицы, длительное время было спорным. Участников дебатов о технологической безработице можно разделить на оптимистов и пессимистов. Оптимисты согласны, что инновации могут нарушить функционирование рабочих мест в краткосрочной перспективе, но всё же считают, что различные компенсирующие эффекты позволяют избежать долгосрочных негативных последствий для рабочих мест. В то время как пессимисты утверждают, что по крайней мере при некоторых обстоятельствах новые технологии могут привести к продолжительному спаду в общей численности работников в сфере занятости. Словосочетание «технологическая безработица» было популяризовано Кейнсом в 1930-е годы. При этом вопрос вытеснения человеческого труда машинным обсуждался по меньшей мере со времён Аристотеля.
До XVIII века как элита, так и простые люди обычно имели пессимистический взгляд на технологическую безработицу; при этом из-за, как правило, низкого уровня безработицы в период, предшествовавший Новому времени, эта тема редко вызывала заметную обеспокоенность. В XVIII веке опасения по поводу влияния техники на рабочие места усиливались по мере роста массовой безработицы, особенно в Великобритании, которая была тогда в авангарде промышленной революции. Тем не менее, некоторые экономические мыслители начали возражать против этих страхов, утверждая, что в целом нововведения не будут иметь негативных последствий для рабочих мест. Эти доводы были формализованы в начале XIX века в трудах классических экономистов. Во второй половине XIX века становилось всё более очевидным, что технический прогресс отвечает интересам всех слоёв общества, включая рабочий класс. Озабоченности по поводу негативного воздействия инноваций поубавилось. Утверждение, что инновации будут иметь долгосрочные негативные эффекты для занятости, стали называть «луддизмом».
Мнение о том, что развитие технологий ведёт к долгосрочной безработице, неоднократно высказывалось меньшинством экономистов. В начале 1800-х годов в это меньшинство входил сам Рикардо. В периоды краткого обострения дискуссии в 1930-х и 1960-х годах группы экономистов высказывали предостережения о технологической безработице. Новые предостережения были высказаны в заключительные два десятилетия XX века, когда комментаторы, особенно в Европе, отмечали долговременный рост безработицы в промышленно развитых странах с 1970-х годов. Но явное большинство как профессиональных экономистов, так и заинтересованной общественности придерживалось оптимистических взглядов на эту проблему на протяжении большей части XX века.
Во втором десятилетии XXI века вышел ряд исследований, в которых выдвинута гипотеза, что технологическая безработица, возможно, возрастает во всём мире. Дальнейшее её повышение прогнозируется в ближайшие годы. Хотя многие экономисты и комментаторы продолжают утверждать, как это было широко принято на протяжении большей части предыдущих двух столетий, что такие опасения являются необоснованными, обеспокоенность технологической безработицей снова растёт.

## Вопросы технологической безработицы

### Причины
Существует мнение, что замещение рабочих мест механизмами (автоматами, роботами и т. п.) обусловлено самой природой капитализма:

Несмотря на всю риторику, связанную со взглядом на бизнес как на источник рабочих мест, ни один вменяемый бизнесмен не захочет расширять свой штат без веских на то причин — он сделает это, только если не останется иного выбора. Движение в сторону всё большей автоматизации не является результатом распространения какого-то особого подхода к проектированию систем или личных пристрастий инженеров: оно обусловлено самой природой капитализма. […] Ни один разумно мыслящий бизнесмен не сможет устоять перед соблазном внедрения трудосберегающих технологий. Чтобы изменить это, недостаточно просто воззвать к совести инженеров и конструкторов: придётся поменять базовую систему стимулов и мотивации, являющуюся неотъемлемой частью рыночной экономики.

### Долгосрочное влияние на занятость
Существует больше секторов, теряющих занятость, чем создающих рабочие места. А с точки зрения генеральных целей софтверной технологии понятно, что даже те отрасли и рабочие места, которые она создаёт, не вечны.
Как правило, все участники дискуссии о технологической занятости согласны с тем, что результатом технических инноваций могут быть временные потери рабочих мест. Аналогично, никто не спорит, что инновации порой оказывают положительное воздействие на работников. Разногласия касаются того, могут ли инновации оказывать долговременное негативное воздействие на общий уровень занятости. Эмпирически можно оценить уровень постоянной безработицы, но её причины являются предметом дискуссии. Оптимисты полагают, что краткосрочная безработица может быть вызвана нововведением; тем не менее они утверждают, что через некоторое время компенсирующие эффекты приведут к созданию как минимум стольких же рабочих мест, сколько первоначально было уничтожено. Хотя этот оптимистический взгляд постоянно ставится под сомнение, он был доминирующим среди мейнстрим-экономистов в течение большей части XIX и XX веков.
В 1960-х годах стала популярной концепция структурной безработицы — постоянного уровня безработицы, который не исчезает даже в высокой точке бизнес-цикла. Для пессимистов, технологическая безработица является одним из факторов, стимулирующих более широкое явление структурной безработицы. С 1980-х годов даже самые оптимистичные экономисты всё чаще признают, что в странах с развитой экономикой действительно возникло такое явление, как структурная безработица, но они склонны обвинять в этом глобализацию и офшоризацию производства, а не технологические изменения. Другие утверждают, что основная причина устойчивого повышения безработицы — это нежелание правительств проводить экспансионистскую политику, связанное с отказом от кейнсианства, которое произошло в 1970-х и начале 1980-х годов. В XXI веке и особенно с 2013 года, пессимисты с возрастающей частотой утверждают, что долгосрочная технологическая безработица представляет собой растущую угрозу для всего мира. С другой, более позитивной стороны, некоторые утверждают, что технический прогресс приведёт к изменению структуры организации в том смысле, что управленцы будут всё больше специализироваться на своих ролях, поскольку технология, которая помогает совместной работе и управлению рабочими процессами, позволит сотрудникам управлять самими собой. В результате роль управленцев изменится, управленцы сконцентрируются на поддержке сотрудников и повышении их производительности; таким образом, это позволит сотрудникам добавлять больше, а не меньше, стоимости.

### Компенсирующие эффекты
Компенсирующие эффекты — это благоприятные для занятости последствия инноваций, которые «компенсируют» потери рабочих мест для работников, изначально вызванные новой технологией. В 1820-х годах несколько компенсирующих эффектов были описаны Сеем в ответ на утверждение Рикардо о возможности долгосрочной технологической безработицы. Вскоре после этого целая система эффектов была разработана Рамсеем Маккуллохом. Маркс, который назвал эту систему «теория компенсации», оспаривал идеи Маккуллоха и утверждал, что ни один из описанных им эффектов не может гарантированно работать. Разногласия по поводу эффективности компенсации остаётся центральной частью академических дебатов по технологической безработице до сих пор.
Компенсирующие эффекты включают в себя:
1. новые машины (дополнительный труд, необходимый для создания нового оборудования, которого требует инновация);
2. новые инвестиции (новые технологии ведут к экономии на издержках, а следовательно, к увеличению прибыли и новым инвестициям);
3. изменения в заработной плате (в тех случаях, когда безработица всё же возникает, она может привести к понижению зарплаты, позволяя нанять больше работников; с другой стороны, иногда заработная плата увеличивается по мере роста производительности работников — это приводит к увеличению их доходов и, следовательно, расходов, что в свою очередь стимулирует создание новых рабочих мест);
4. снижение цен (которое ведёт к росту спроса, а следовательно к умножению рабочих мест);
5. новые продукты (инновации напрямую создают новые рабочие места).

Эффект новых машин сейчас редко обсуждается экономистами; часто считают, что Маркс с успехом опроверг его. Даже пессимисты признают, что эффект новых продуктов может иногда иметь положительное воздействие на занятость. При этом существует важное различие между «инновацией процесса» и «инновацией продукта». Насколько действенны другие эффекты, широко обсуждалось на протяжении всей истории современной экономики; в целом эта проблема пока не решена.
В настоящее время многие пессимистично настроенные экономисты склонны соглашаться с оптимистами, что компенсирующие эффекты были действенными на протяжении большей части XIX и XX веков. Однако они считают, что приход компьютеризации означает, что теперь компенсирующие эффекты стали менее действенными. Ранний пример этого аргумента дал Василий Леонтьев в 1983 году. Он признал, что после кратковременного спада в начале промышленной революции, развитие механизации увеличило спрос на рабочую силу, а также позволило повысить зарплаты благодаря последствиям, которые вытекают из повышенной производительности. Хотя ранние машины снизили спрос на мышечную силу, они были неразумны и потребовали больших армий человеческих операторов, чтобы оставаться продуктивными. Однако с момента появления компьютеров на рабочем месте уменьшилась нужда не только в человеческой мышечной силе, но и в силе человеческого мозга. Следовательно, хотя производительность продолжает расти, снижение спроса на труд человека может означать меньшую заработную плату и меньшую занятость.
Действие компенсационных механизмов имеет определённую пространственную привязку. А соответственно вполне вероятно, что новые рабочие места будут создаваться совсем не в тех же местах, где они будут сокращаться в результате автоматизации. Это хорошо иллюстрируют процессы решоринга, когда новые рабочие места создаются в развитых странах, но сокращаются — в развивающихся странах с дешёвой рабочей силой. Для России риски связаны с низкой инновационной и предпринимательской активностью в большинстве регионов. Иными словами, в экономике России компенсационные механизмы могут и не сработать.

### Заблуждение луддитов
Если бы заблуждение луддитов было верным, мы все были бы безработными, поскольку производительность растёт вот уже двести лет
Термин «заблуждение луддитов» иногда используется, чтобы подчеркнуть, что озабоченные долгосрочной технологической безработицей совершают ошибку, так как они не учитывают компенсирующие эффекты. Люди, употребляющие этот термин, как правило, ждут, что технический прогресс не будет иметь долгосрочного влияния на уровень занятости и в конечном итоге будет повышать заработную плату для всех работников, потому что прогресс способствует увеличению общего богатства общества. Термин основан на событиях начала XIX века, связанных с луддитами. В течение XX века и первом десятилетии XXI века, доминирующей точкой зрения среди экономистов было то, что вера в долгосрочную технологическую безработицу действительно является заблуждением. В последнее время всё больше высказывается мнение, что так называемое заблуждение может оказаться верным.
Существуют два базовых объяснения для долгосрочных проблем с технологической занятостью. Луддитам традиционно (хотя неясно, насколько верно) приписывается понимание первого из этих объяснений, являющегося ошибочным. Согласно этому объяснению, существует фиксированный объём работы, так что если его делают машины, то для людей не остаётся никакой другой работы. Это называется заблуждение о неизменном объёме работ. Однако другое объяснение состоит в том, что долгосрочные проблемы возникают не из-за неизменного объёма работы. Согласно этому объяснению, существующий объём работы бесконечен, но (1) машины могут делать большинство видов «простого» труда, (2) определение того, что является «простым» трудом, расширяется по мере того, как информационные технологии прогрессируют, и (3) для работы, которая лежит за пределами «простого» труда (сложного труда, который требует больших навыков, талантов, знаний и понимания глубинных связей между частями знаний), может потребоваться более высокая степень познания, чем большинство людей будут способны достичь, так как согласно пункту (2) сложность труда, недоступного для машин, всё время растёт. Эта последняя точка зрения поддерживается большинством современных критиков, допускающих возможность долгосрочной, системной технологической безработицы.

### Уровни квалификации и технологическая безработица
Расхожее мнение среди тех, кто обсуждает влияние инноваций на рынок труда, состоит в том, что от инноваций в основном страдают люди с низкой квалификацией, в то время как часто выигрывают квалифицированные работники. По словам учёных, таких как Лоуренс Ф. Кац, это может быть верным для большей части XX века, однако ещё в XIX веке инновации в производство в основном вытесняли дорогостоящих квалифицированных ремесленников и в основном шли на пользу рабочим с низкой квалификацией. Хотя инновации XXI века вытесняют некоторые неквалифицированные работы, другие малоквалифицированные профессии остаются устойчивыми к автоматизации, а работа «белых воротничков», требующая квалификации среднего уровня, всё чаще выполняется компьютерными программами.
В работе 2015 года Георга Гратца и Гая Майклса обнаружено, что по крайней мере в их исследовательской области — воздействие промышленных роботов — инновации повышают оплату труда высококвалифицированных работников, но имеют негативное влияние на лиц с низкой или средней квалификацией. Доклад 2015 года, подготовленный Карлом Бенедиктом Фреем, Майклом Осборном и Citi Research, подтверждает, что инновации разрушительны в основном для среднеквалифицированных рабочих мест, но предсказывает, что в ближайшие десять лет влияние автоматизации ляжет всей своей тяжестью на лиц с низким уровнем квалификации.
Джефф Колвин из Форбс утверждает, что предсказания о том, какие виды работ компьютер никогда не сможет выполнить, раз за разом оказываются неточными. Лучший подход к определению навыков, которые позволят людям при любых обстоятельствах добавлять стоимость — это выявить виды работ, в которых люди несут ответственность за важные решения, такие, как судьи, генеральные директора и члены правительства, или где человеческая природа требует глубокого удовлетворения межличностных потребностей, даже если эти задачи могут быть автоматизированы.

## История

### Ранее XVI века
По словам Грегори Уойрола, феномен технологической безработицы, вероятно, существовал по крайней мере начиная с изобретения колеса. В древних обществах были различные методы для избавления от нищеты тех, кто не в состоянии поддерживать себя собственным трудом. В Древнем Китае и Древнем Египте, возможно, имелись различные централизованные программы оказания помощи в ответ на технологическую безработицу, датируемые как минимум вторым тысячелетием до нашей эры. Древние евреи и приверженцы ведической религии придерживались децентрализованного подхода, при котором помощь бедным воодушевлялась их верой. В Древней Греции большое число свободных работников могли оказаться без работы из-за воздействия древних трудосберегающих технологий и конкуренции со стороны рабов («машины из плоти и крови»). Иногда эти безработные умирали от голода или были обращены в рабство сами, хотя в других случаях они получали поддержку. Ответ Перикла на технологическую безработицу состоял в запуске программы общественных работ по предоставлению оплачиваемой работы для безработных. Консерваторы критиковали программы Перикла за разбазаривание государственных денег, но потерпели поражение.
Возможно, самый ранний пример учёного обсуждения технологической безработицы можно найти у Аристотеля, который предположил в Книге первой «Политики», что если бы машины могли стать достаточно продвинутыми, больше не было бы необходимости в человеческом труде.
Подобно грекам, древние римляне откликнулись на проблему технологической безработицы борьбой с бедностью при помощи раздачи бесплатной помощи. Иногда такую поддержку получали одновременно несколько сотен тысяч семей. Менее распространена была практика прямого создания рабочих мест в рамках программ общественных работ, которые, например, реализовывались Гракхами. Некоторые императоры даже доходили до запрета трудосберегающих инноваций. Нехватка рабочей силы стала развиваться в Римской империи в конце II века н. э. и с этого момента массовая безработица в Европе, по-видимому, в значительной степени отступила на период более тысячелетия.
В период Средневековья и раннего Ренессанса началось широкое внедрение как вновь разработанных, так и старых технологий, которые были придуманы ещё в классическую эпоху, но едва ли применялись тогда. Массовая безработица стала появляться в Европе в XV веке, отчасти в результате роста населения, а отчасти из-за изменений в доступности земли для ведения натурального хозяйства, вызванных ранним огораживанием. Угроза безработицы снизила терпимость к новым технологиям. Власти в европейских странах часто сотрудничали с группами, представляющими работающее население, такими как гильдии, запрещающая новые технологии и иногда даже казнили тех, кто пытался их продвигать или торговать ими.

### С XVI по XVIII века
В Великобритании правящая элита приняла менее ограничительный подход к инновациям несколько раньше, чем в большей части континентальной Европы, это считается одной из возможных причин лидерства Британии в промышленной революции. Однако озабоченность по поводу влияния инноваций на уровень занятости оставалась высокой весь XVI и в начале XVII века. Известный пример отказа от новой технологии — когда изобретатель Уильям Ли пригласил королеву Елизавету I на демонстрацию трудосберегающей вязальной машины. Королева отказалась выдать патент на основании того, что технология может привести к безработице среди рабочих-текстильщиков. Ли переехал во Францию, но и там не добился немедленного успеха в продвижении своего изобретения, затем вернулся в Англию, но получил отказ от наследника Елизаветы Якова I по этой же причине.
Лишь после Славной революции власть стала менее отзывчивой к опасениям рабочих по поводу потери рабочих мест вследствие инноваций. Всё большее влияние получала идея меркантилистов, что введение трудосберегающих технологий позволит в реальности снизить уровень безработицы, поскольку это позволит британским фирмам увеличить свою долю рынка в борьбе с иностранной конкуренцией. В начале XVIII века работники больше не могли полагаться на поддержку властей в борьбе с предполагаемой угрозой технологической безработицы. Рабочие иногда предпринимали прямые действия, такие как уничтожение машин, в попытках защитить себя от подрывных инноваций. Шумпетер отмечает, что в XVIII веке мыслители всё чаще били тревогу по поводу технологической безработицы, ярким примером чему был Юсти. Однако Шумпетер отмечает также, что превалирующее мнение среди элиты остановилось на том, что технологическая безработица не будет долгосрочной проблемой.

### XIX век
Лишь в XIX веке дебаты по поводу технологической безработицы стали напряжёнными, особенно в Великобритании, где были сосредоточены многие экономические мыслители того времени. Опираясь на работы Декана Такера и Адама Смита, политические экономисты начинали создавать то, что стало современной дисциплиной «экономика». Отвергая многие из положений меркантилизма, представители новой дисциплины в основном соглашались с тем, что технологическая безработица не будет серьёзной проблемой. В первые десятилетия XIX века несколько видных политических экономистов, тем не менее, возражали против оптимистического взгляда, утверждая, что нововведения могут вести к долгосрочной безработице. В их число входили Сисмонди, Мальтус, Милль и с 1821 года сам Рикардо. Как, возможно, наиболее уважаемый политический экономист своего поколения, Рикардо своим мнением вызывал ответные взгляды. Первым крупным экономистом, который ответил ему, был Жан-Батист Сэй, который утверждал, что никто не станет внедрять машины, если это уменьшает количество продукта, и что раз согласно закону Сея предложение создаёт свой собственный спрос, любой уволенный работник легко найдёт работу в другом месте с учётом времени, требуемого рынку на то, чтобы приспособиться. Рамсей Маккуллох расширил и формализовал оптимистичные взгляды Сея на технологическую безработицу, его поддержали другие, такие как Чарльз Бэббидж, Нассау Сениор и многие другие менее известные политические экономисты. В середине XIX века к дискуссии присоединился Маркс. Опираясь на работы Рикардо и Милля, Маркс пошёл гораздо дальше, представив глубоко пессимистический взгляд на технологическую безработицу. В то время как Маркс привлёк много последователей и основал живучую школу мысли, он оказал относительно мало влияния на основное течение экономической мысли. В 1870-е, по крайней мере в Великобритании, технологическая безработица потеряла своё значение и как общественная, и как академическая проблема. Становилось всё более очевидным, что инновации увеличивали благосостояние всех слоёв британского общества, включая рабочий класс. Когда классическая школа мысли уступила место неоклассической экономике, пессимистические аргументы Милля и Рикардо стали ещё более жёстко отвергаться.

### XX век
В течение первых двух десятилетий XX века массовая безработица не была основной проблемой, какой она была в первой половине века XIX-го. Хотя марксистская школа и некоторые другие мыслители по-прежнему оспаривали оптимистический взгляд, технологическая безработица не была предметом серьёзного беспокойства для основного течения экономической мысли вплоть до середины 1920-х — начала 1930-х годов. В 1920-х годах массовая безработица вновь стала актуальной проблемой в Европе. В это время в США ситуация была в целом более благополучной, но даже там в городах безработица стала увеличиваться с 1927 года. Сельские американские рабочие стали терять рабочие места с начала 1920-х годов; многие были замещены усовершенствованной сельскохозяйственной техникой, такой, как трактор. Центр тяжести экономических дебатов к этому времени переехал из Великобритании в Соединённые Штаты, и именно здесь произошли два больших спора XX века по поводу технологической безработицы.
Эти два спора разгорелись в 1930-е и 1960-е годы. По мнению экономического историка Грегори Уойрола, оба эпизода имеют ряд сходств. В обоих случаях академическим дебатам предшествовали вспышки всеобщего интереса, вызванного недавним ростом безработицы. В обоих случаях споры не были решены окончательно, но погасли после снижения безработицы (за счёт начала Второй мировой войны для дискуссии 1930-х годов, и войны во Вьетнаме для 1960-х). В обоих случаях дебаты прошли в рамках господствующей парадигмы того времени, без отсылок к предшествующей истории мысли. В 1930-е годы оптимисты основывали свои аргументы в основном на неоклассической вере в способность саморегулируемого рынка автоматически уменьшить любую краткосрочную безработицу благодаря компенсирующим эффектам. В 1960-е годы вера в компенсирующие эффекты была менее сильной, но мейнстримные кейнсианские экономисты того времени в основном считали, что государственное вмешательство сможет противостоять любой постоянной технологической безработице, которая не была устранена действием рыночных сил. Ещё одним сходством стала публикация крупных федеральных исследований в конце обоих эпизодов, которые обнаружили отсутствие долгосрочной технологической безработицы (хотя исследования подтверждали, что инновации являются основным фактором в краткосрочном вытеснении работников, и советовали правительству оказывать помощь работникам).
Когда золотой век капитализма завершился в 1970-х годах, уровень безработицы вновь поднялся и на этот раз оставался относительно высоким на протяжении оставшейся части века во всех наиболее развитых экономиках. Некоторые экономисты вновь утверждали, что это может быть связано с инновациями, пожалуй, наиболее известным из них был Пол Самуэльсон. Также был опубликован ряд популярных произведений с предупреждениями о технологической безработице. Сюда входили книга Джеймса Альбуса 1976 года «Народный капитализм: экономика революции роботов»; работы Дэвида Нобла, опубликованные в 1984 и 1993 годах, а также Джереми Рифкин и его книга 1995 года «Конец работы». Для заключительных десятилетий XX столетия была характерна гораздо большая обеспокоенность по поводу технологической безработицы в Европе по сравнению с США. Всё-таки за исключением периодов интенсивных дискуссий 1930-х и 1960-х годов в XX веке как среди профессиональных экономистов, так и среди широкой общественности имелся консенсус, что технология не вызывает долгосрочную безработицу.
Книга 1996 года «Глобальная ловушка» заявляет о возможном «обществе 20/80». В этом возможном обществе XXI века, 20 процентов трудоспособного населения будет достаточно, чтобы обеспечить развитие мировой экономики. Авторы описывают, как на конференции, собравшей по приглашению Михаила Горбачёва 500 ведущих политиков, бизнесменов и учёных со всех континентов с 27 сентября по 1 октября 1995 года в отеле «Fairmont» в Сан-Франциско, возник термин «общество одной пятой». Авторы описывают увеличение производительности труда, вызванное уменьшением объёма работы, так что этот объём работы может быть выполнен одной пятой всей рабочей силы в мире, при этом четыре пятых всех лиц трудоспособного возраста остаются без работы.

### XXI век
Существует превалирующее мнение, что мы живём в эпоху технологической безработицы — что технология делает всё более старомодными квалифицированных рабочих.
Общее мнение, что нововведения не вызывают долгосрочную безработицу, держалось на протяжении первого десятилетия XXI века, хотя оно продолжало оспариваться в ряде научных трудов и популярных работ, таких как книги Маршалла Брейна «Роботизированная нация» и Мартина Форда «Свет в туннеле: автоматизация, ускорение технологий и экономика будущего».
Обеспокоенность технологической безработицей выросла в 2013 году, отчасти из-за ряда исследований, прогнозирующих существенное повышение технологической безработицы в предстоящие десятилетия, и эмпирических доказательств того, что в определённых секторах занятость падает во всём мире, несмотря на рост производства; стало ясно, что глобализация и офшоризация — не единственные причины роста безработицы.
В 2013 году профессор Ник Блум из Стэнфордского университета констатировал серьёзные изменения в подходах к технологической безработице среди его коллег-экономистов.
В 2014 году «Файнэншл Таймс» сообщила, что влияние инноваций на рабочие места стало господствующей темой в современной экономической дискуссии. Согласно работе 2014 года учёного и бывшего политика Майкла Игнатьев вопросы, касающиеся последствий технологических изменений стали «преследовать демократическую политику повсюду».
Опасения вызывает падение во всём мире занятости в таких секторах, как обрабатывающая промышленность, падение на протяжении нескольких десятилетий оплаты труда низко- и среднеквалифицированных рабочих, при том что производительность труда продолжает расти и повторяющиеся случаи экономического восстановления без создания рабочих мест (англ. jobless recovery). В XXI веке целый ряд задач для квалифицированного труда оказался частично захвачен машинами, в том числе в сфере переводов, правовых исследований и даже элементарной журналистики. Уход за людьми, развлечения и другие задачи, требующие сопереживания, которые ранее считались закрытыми для автоматизации, также начали выполняться роботами.
Бывший американский министр финансов и профессор экономики Гарвардского университета Лоуренс Саммерс заявил в 2014 году, что он больше не верит в то, что автоматизация всегда будет создавать новые рабочие места и, что «это не какая-то гипотетическая возможность в будущем; это то, что возникает перед нами прямо сейчас». В то время как профессор Марк МакКарти, сам будучи оптимистом по поводу технологической безработицы, заявил осенью 2014 года, что теперь «преобладает мнение», что эра технологической безработицы наступила.
На Давосском форуме 2014 года Томас Фридман сообщил, что связь между технологией и безработицей, была, очевидно, доминирующей темой обсуждений в этом году. Опрос в Давосе 2014 года выяснил, что 80 % из 147 респондентов согласились с тем, что технология управляет ростом безработицы. В 2015 году в Давосе Джиллиан Тетт обнаружила, что почти все делегаты, участвующие в дискуссии о неравенстве и технологии, ожидают увеличения неравенства в течение ближайших пяти лет, и считает поводом для этого технологическое вытеснение рабочих мест.
Другие экономисты, однако, остаются оптимистичными по поводу перспектив избежания долгосрочной технологической безработицы. В 2014 году Pew Research опросили 1896 технических специалистов и экономистов и нашли раскол мнений: 48 процентов респондентов считают, что к 2025 году развитие новых технологий вытеснит больше рабочих мест, чем создаст их, а 52 процента утверждают, что наоборот. Не все недавние эмпирические исследования обнаружили доказательства в поддержку пессимистического взгляда на технологическую безработицу. Исследование, опубликованное в 2015 году, изучающее влияние промышленных роботов в 17 странах в период с 1993 по 2007 год, не нашло общего сокращения занятости из-за роботов, при этом произошло небольшое увеличение заработной платы. Профессор экономики Брюс Чепмен из Австралийского национального университета сообщил, что исследования, подобные работам Фрея и Осборна, склонны преувеличивать вероятность будущей потери рабочих мест, так как они не учитывают новых рабочих мест, которые могут быть созданы благодаря технологиям в новых, неизвестных пока областях.
Исследование Oxford Martin School показало, что сотрудники, выполняющие «задачи по ясно определённым процедурам, которые легко могут быть выполнены сложными алгоритмами», находятся под угрозой увольнения. В исследовании, опубликованном в 2013 году, показывается, что автоматизация может повлиять как на квалифицированную, так и на неквалифицированную работу, как на высоко-, так и на низкооплачиваемые профессии; однако, низкооплачиваемые физические профессии подвергаются наибольшему риску. Тем не менее, по данным исследования, опубликованного в McKinsey Quarterly в 2015 году, в большинстве случаев компьютеризация проявляет себя не как полная замена сотрудников, а как автоматизация части задач, которые они выполняют.

## Варианты решения проблемы

### Запрет/отказ от инноваций
Исторически нововведения иногда запрещали из-за опасений по поводу их воздействия на занятость. С развитием современной экономики, однако, этот вариант, как правило, даже не рассматривается в качестве возможного решения, по крайней мере для стран с развитой экономикой. Даже комментаторы, которые пессимистично оценивают долгосрочную технологическую безработицу, неизменно считают инновационность в целом благом для общества. Дж С. Милль являлся, пожалуй, единственным из известных западных политических экономистов, кто предложил запретить использование технологии в качестве возможного решения проблемы безработицы.
Экономические взгляды Ганди призывали задержать внедрение трудосберегающих машин до тех пор, пока проблема безработицы не будет смягчена, однако этот совет был в основном отвергнут Неру, который стал премьер-министром после завоевания Индией независимости. Политика замедления процесса внедрения инноваций, с тем чтобы избежать технологической безработицы, была реализована, однако, в XX веке в Китае в правление Мао.

### Социальные выплаты
Использование различных форм субсидий часто воспринималось как решение проблемы технологической занятости даже со стороны консерваторов и тех,  кто оптимистично оценивает долгосрочные последствия для рынка труда. Программы социальной помощи исторически оказывались более устойчивыми после их внедрения по сравнению с другими решениями проблемы безработицы, такими как прямое создание рабочих мест в рамках общественных работ. Рамсей Мак-Куллох и большинство других классических экономистов, хотя и считали, что компенсирующие эффекты способны решить проблему, выступали за государственную помощь людям, страдающим от технологической безработицы. Они понимали, что рыночная адаптация к новой технологии происходит не мгновенно и что те, кто потерял работу из-за технологий, снижающих потребность в труде, не всегда смогут сразу получить другие рабочие места посредством собственных усилий.

### Базовый доход
Ряд комментаторов утверждают, что традиционных форм социального обеспечения может быть недостаточно, учитывая будущие проблемы, вызванные технологической безработицей, и предлагают безусловный базовый доход в качестве альтернативы. Люди, пропагандирующие определённую форму основного дохода в качестве решения технологической безработицы, включают Мартина Форда, Эрика Бринолфссона, Роберта Рейха и Гая Стендинга. Рейх заходит настолько далеко, что утверждает, что введение базового дохода (возможно, в виде негативного подоходного налога) «почти неизбежно», тогда как Стендинг считает, что основной доход становится «политически важным».
Скептицизм по поводу основного дохода исходит и от правых, и от левых, и предложения по поводу его введения также идут из всех сегментов политического спектра. Например, хотя самые известные из предложенных форм (налогообложение и распределение), как правило, воспринимаются как левые идеи, против которых пытаются бороться правые, некоторые другие формы основного дохода были предложены либертарианцами, такими как фон Хайек и Фридман. «План помощи семье» (Family Assistance Plan, FAP) 1969 года республиканского президента Никсона, который имел много общего с основным доходом, прошёл Палату представителей, но потерпел поражение в Сенате.
Одно из возражений против основного дохода заключается в том, что он может демотивировать работников, но свидетельства из пилотных проектов в Индии, Африке и Канаде указывают на то, что этого не произойдёт и что основной доход поощряет низовое предпринимательство и более продуктивную совместную работу. Другое возражение заключается в том, что устойчивое финансирование таких обязательств является огромной проблемой. Хотя предлагаются новые идеи по поводу источников средств, такие как предложение Мартина Форда о «налоге на возвращение заработной платы» (wage recapture tax), вопрос о том, как финансировать основной доход на приемлемом уровне, по-прежнему дискутируется, и скептики считают всю эту идею утопией. Даже с прогрессивной точки зрения существуют опасения, что слишком низкий основной доход может не помочь экономически уязвимым категориям, особенно если он будет финансироваться в основном благодаря уменьшению других форм социального обеспечения.
Одним из возможных ответов на проблемы финансирования и общественного контроля может быть распределение затрат и контрольных функций по частному, а не государственному сектору. Компании во всех отраслях экономики должны будут трудоустроить людей, но в должностных инструкциях останется простор для частных инноваций, и физическим лицам придётся конкурировать, чтобы быть нанятыми и сохранить за собой рабочее место. Это было бы аналогом основного дохода применительно к коммерческому сектору, то есть рыночной формой основного дохода. Ещё один вариант рыночной формы был предложен в Центре экономической и социальной справедливости (CESJ) в рамках «справедливого третьего пути» (третий путь с большей справедливостью) на основе широко распределённой власти и свободы. Называемый Capital Homestead Act, он напоминает о «Народном капитализме» Джеймса Альбуса в том плане, что создание денег и права собственности на ценные бумаги распространены широко и непосредственно среди индивидов, а не проходят через, или концентрируются в централизованных или элитных механизмах.

### Образование
Повышение доступности качественного образования, повышение уровня профессиональной подготовки для взрослых — это решение, в принципе, по крайней мере не противостоит любой части политического спектра, и его приветствовали даже те, кто с оптимизмом смотрит на долгосрочную технологическую занятость. Повышение качества образования за счёт бюджетных средств особенно популярно среди промышленников. Однако некоторые учёные утверждают, что одного улучшения образования будет недостаточно для решения проблемы технологической безработицы, указывая на снижение спроса на множество среднеквалифицированных навыков, и предполагая, что не каждый человек способен стать мастером в самых продвинутых навыках. Ким Тайпале сказал, что «эра колоколообразной кривой распределения, которая поддерживала раздутый средний класс, закончилась… Образование как таковое не компенсирует эту разницу». Ещё в 2011 году Пол Кругман утверждал, что лучшее образование было бы недостаточным для решения проблемы технологической безработицы.
Потребуется существенная трансформация системы образования, направленная на подготовку творчески мыслящих, быстро адаптирующихся, предприимчивых работников. При этом особое внимание во многих странах уделяют обучению STEM — наука, технологии, инжиниринг и математика. Например, в США есть специальная программа. В последние годы широко употребляется и аббревиатура STEAM, учитывающая также искусство и творчество в широком смысле. В России в 2018 г. на программы высшего образования по STEAM-специальностям принято около 45 % студентов.

### Общественные работы
Программы общественных работ традиционно используются правительствами, чтобы непосредственно повысить занятость, хотя против этого часто выступают некоторые, но не все, консерваторы. Жан-Батист Сэй, хотя обычно ассоциируется со свободной рыночной экономики, считал, что общественные работы могут быть решением проблемы технологической безработицы. Некоторые комментаторы, например, профессор Мэтью Форстейтер, считают, что общественные работы и гарантированные рабочие места в государственном секторе могут быть идеальным решением для технологической безработицы, так как в отличие от социальных программ или гарантированного дохода они обеспечивают людям социальное признание и конструктивное участие, связанные с рабочим местом.
Для менее развитых экономик, общественные работы могут быть решением, которое проще администрировать по сравнению с универсальными социальными программами. По состоянию на 2015 год, призывы к организации общественных работ в странах с развитой экономикой стали менее частыми, даже от прогрессистов, из-за опасений по поводу суверенного долга. Частичным исключением являются расходы на инфраструктуру, которые были рекомендованы в качестве решения проблемы технологической безработицы даже экономистами, которые ранее ассоциировались с неолиберальной повесткой дня, такими как Ларри Саммерс.

### Сокращённая продолжительность рабочего времени
В 1870 году средний американский рабочий работал около 75 часов в неделю. Незадолго до второй мировой войны количество рабочих часов сократилось до 42 в неделю, и снижение было аналогичным в других странах с развитой экономикой. По словам В. Леонтьева, это было добровольное увеличение технологической безработицы. Сокращение рабочих часов помогало делить объём работы, и одобрялось работниками, которые были рады сокращению часов, чтобы получить дополнительный досуг, поскольку инновации в то время, как правило, позволяли повысить их ставки заработной платы.
Дальнейшее сокращение рабочего времени было предложено в качестве возможного решения проблемы безработицы экономистами, в том числе Джоном Коммонсом, Кейнсом и Луиджи Пазинетти. Но когда рабочее время достигло около 40 часов в неделю, рабочие стали меньше приветствовать его дальнейшее сокращение, и чтобы предотвратить потерю дохода и из-за того, что многие ценят работу ради неё самой. В целом экономисты XX века выступали против дальнейших сокращений в качестве решения проблемы безработицы, заявляя, что сокращение вызвано заблуждением о неизменном объёме работ.
В 2014 году сооснователь компании Google Ларри Пейдж предложил ввести четырёхдневную рабочую неделю, утверждая, что поскольку технология продолжает вытеснять рабочие места, больше людей таким образом сможет найти работу.

### Расширение владения технологическими активами
Несколько предлагаемых решений непросто позиционировать в традиционном лево-правом политическом спектре. Эти предложения включают в себя расширение собственности на роботов и другие производственные фонды. Расширение владения технологиями получило поддержку ряда авторов, включая Джеймса Альбуса, Джона Ланчестера, Ричарда Фримена и Ноя Смита. Джарон Ланье предложил похожие решения: механизм, где обычные люди получают «нано платежи» за большие данные, которые они генерируют во время регулярного веб-сёрфинга и других аспектов их присутствия в интернете.

### Другие
Угроза технологической безработицы время от времени используется адвокатами свободного рынка в качестве оправдания для реформ в духе экономики предложения, чтобы упростить для работодателей наём и увольнение работников. И наоборот, она также была использована как повод, чтобы оправдать увеличение защиты работников.
Ларри Саммерс предлагает энергичные совместные усилия для борьбы с «мириадой схем» — таких как налоговые гавани, банковская тайна, отмывание денег, регулятивный арбитраж, которые позволяют обладателям большого богатства не платить налоги — чтобы сделать более трудным накопление огромных состояний без ответного «большого социального вклада». Саммерс предложил более строгое соблюдение антимонопольного законодательства; сокращение «чрезмерной» защиты интеллектуальной собственности; более широкое поощрение системы участия в прибылях, которые могут принести пользу работникам и дать им долю в накоплении богатства; укрепление коллективных трудовых договоров; улучшение корпоративного управления; укрепление системы финансового регулирования, чтобы ликвидировать субсидии на финансовую деятельность; смягчение ограничений землепользования, которые могут привести к росту цен на землевладения; улучшение профессиональной подготовки молодёжи и переподготовки высвобождаемых работников; увеличение государственных и частных инвестиций в развитие инфраструктуры, такой как энергетика и транспорт.
Майкл Спенс считает, что ответ на будущее влияние технологий потребует детального понимания глобальных сил и потоков, которые технология привела в движение. Адаптация к ним «потребует изменения менталитета, политики, инвестиций (особенно в человеческий капитал), и вполне возможно, моделей занятости и распределения».
После публикации книги 2011 года «Гонка против машин», профессора MIT Эндрю Макафи и Эрик Бринолфссон стали известны среди тех, кто поднимает вопрос о технологической безработице. Оба профессора остаются довольно оптимистичными, однако заявляют, что «ключ к победе в гонке — это не конкурировать против машин, но конкурировать вместе с машинами».